# ندر دنتون
ندر دنتون (به انگلیسی: Nether Denton) یک روستا و محله مدنی در بریتانیا است که در کارلایل واقع شده‌است. ندر دنتون ۴۱۵ نفر جمعیت دارد.